# Ruthless for Life
Ruthless for Life – czwarty solowy album rapera MC Rena. Podobnie jak przy pracy z pierwszym albumem raper pracował z nowym producentem. Ren w przeciwieństwie do poprzednich albumów postanowił zaprosić wielu gości. Możemy usłyszeć wielu znanych artystów takich jak Snoop Doggy Dogg, Ice Cube, Eightball & MJG, czy też RBX.

## Lista utworów
1. „Ruthless for Life” (4:24)
2. „Who In The Fuck” (Gościnnie Eightball & MJG) (4:04)
3. „Nigga Called Ren” (4:06)
4. „Comin’ After You” (Gościnnie Ice Cube) (4:16)
5. „Voyage to Compton” (4:24)
6. „Must Be High” (3:23)
7. „So Whatcha Want” (Gościnnie Snoop Dogg & RBX) (4:40)
8. „Shot Caller” (Gościnnie Big Rocc & Tha Chill) (4:22)
9. „All The Same” (3:29)
10. „Who Got That Street Shit” (4:47)
11. „Pimpin’ Is Free” (Gościnnie Peeps) (4:14)
12. „CPT All Day” (4:19)